# ひいふうガラス窓
『ひいふうガラス窓』（ひいふうガラスまど）は、日本の楽曲。歌は千昌夫。1984年10月〜11月、NHKの音楽番組『みんなのうた』で初めて放送された。作詞は高尾文、作曲は小六禮次郎、アニメは吉良敬三。

## 概要
夕方の学校帰り、ガールフレンドの住む団地に行った少年の心を歌った歌。
演歌歌手の千には珍しい8ビートの楽曲。千の『みんなのうた』出演は、2024年現在唯一。
1986年8月24日放送の『特集みんなのうた　ともだち』で再放送、番組以外では『テレビ探偵団』（TBS系列）の特集「意外な人が歌っている『みんなのうた』特集」で紹介された。
2024年現在、本曲の音源はカバーを含めて発売されておらず、千昌夫の楽曲の中では極めて視聴が困難である。

## 再放送
- 2024年10月 - 11月、ラジオのみで放送される[2]。